# فجلیت
فجلیت (به عربی: فجلیت) یک روستا در سوریه است که در استان طرطوس واقع شده‌است. فجلیت ۲٬۲۲۰ نفر جمعیت دارد.